# 日本锁国 (电影)
《日本锁国》是2007年8月18日日本上映的3DCG动画电影年度作品，已决定在全球75个国家的影院上映；香港於「第二屆夏日國際電影節（SUMMER IFF）」舉行2場特別放映，而正式公映日期為2007年9月27日。

## 简介
21世纪初，日本的生物科技技术高度发达，使得人类的寿命得到了有效的延长，然而联合国却称相关技术存在巨大危害，并且对其实施了严格监控。日本政府不肯服从联合国的决定，决定再次闭关锁国。
2077年，美国特种部队“SWORD”所属女兵VEXILLE偷偷的潜入了封锁了10年的日本，故事由此展开……

## 制作人员
- 监督：曾利文彦
- 劇本：半田遙、曾利文彦
- 音乐： Paul Oakenfold
- 部门制片：滨名一哉
- 制片人：中泽敏明、葭原弓子、高濑一郎
- 3DCG制作：OXYBOT
- 配送：松竹
- 製作：OXYBOT、avex entertainment、CCRE、松竹、TBS、小学館、小学館Production

## 登场人物
威克西尔（VEXILLE，配音：黑木美沙）
秘密潜入日本的美国特种部队“SWORD”所属女兵。
莱昂（Leon，配音：谷原章介）
VEXILLE的搭档，同时也是VEXILLE的恋人。
玛利亚（Maria，配音：松雪泰子）
救起VEXILLE的日本人，與Leon有一段過去。
佐藤（Saitou，配音：大塚明夫）

高志（Takashi）

亮（Ryou，配音：樱井孝宏）

如月（Kisaragi，配音：森川智之）

太郎（Tarou，配音：柿原徹也）

## 主題歌

### 片頭曲
- Vexille 2077日本鎖國 劇場版：「Close Your Eyes」

作詞・作曲：Felix Major Buxton、Simon Ratcliffe　演唱：Basement Jaxx Feat. Linda Lewis

### 片尾曲
- Vexille 2077日本鎖國 劇場版：「Together again」

作詞：Shin Davor Vulama、Ron Irving、Carl Utbult　作曲：Shin Davor Vulama、Carl Utbult　演唱：mink

## DVD
- 2008年1月25日同時發售DVD與HD DVD版本，并有多種不同版本同時發售。[1]